# Пламен Сомов
Пламен Любомиров Сомов е български кинооператор, режисьор и актьор.

## Биография
Роден е на 12 юни 1948 г. Става член на Българската асоциация на филмовите оператори – БАО.

## Награди
- Голямата награда „Златното око“ за операторско майсторство за филма „Откраднати очи“, 2006

## Филмография
Като режисьор
- Бойният пилот (1997)

Като оператор
- Откраднати очи (2005)
- Домът (2003)
- Spiders II: Breeding Ground (2001)
- Vercingétorix (2001)
- България и християнството (2000)
- Ден и половина от живота на Маргарита (1998)
- L'assicurazione (1998)
- Бойният пилот (1997)
- Професия: войник (1997)
- Български държавен... (1996)
- Призори, когато тръбата... (1994)
- О, Господи, къде си? (1991)
- Кмете, кмете (1990)
- АкаТаМус (1988)
- Съдията (1986)
- Зелените поля... (1984)
- Орисия (1983)
- Любовта на Мирон (1980)

Като актьор
- Стъклени топчета (1999)
- Мера според мера (1981), 7 серии – Комита
- Мера според мера (1981), 3 серии – Комита
- Авантаж (1977) Крадецът Наско, приятел на Петела